# Erazm Łobaczewski
Erazm Antoni Łobaczewski herbu Jastrzębiec (ur. 28 maja 1835 w Pilzno, zm. 9 sierpnia 1899 w Zagórzu) – doktor praw, adwokat, burmistrz Sanoka i Przemyśla, właściciel Zagórza, działacz społeczny.

## Życiorys
Erazm Antoni Łobaczewski wywodził się z rodu Łobaczewskich herbu Jastrzębiec, używających przydomku „Wnuczek”. Urodził się 28 maja 1835 w Pilznie w polsko-austriackiej rodzinie we Lwowie, był synem Wawrzyńca Hipolita i Apolonii z domu Aliser. Miał brata Ignacego Leonarda (radca C. K. Wyższego Sądu Krajowego, zm. 1900), wraz z którym w 1896 otrzymał od cesarza Franciszka Józefa zatwierdzenie staropolskiego szlachectwa.
Ukończył studia na Wydziale Prawa Uniwersytetu Lwowskiego uzyskując tytuł naukowy doktora praw. 30 października 1861 został mianowany adwokatem w Złoczowie. Następnie przybył do Sanoka i od około 1865 był tam adwokatem. W 1867 został radnym w Sanoku, 14 marca 1867 został wybrany zwierzchnikiem gminy miejskiej tj. przewodniczącym Rady Miasta (burmistrzem Sanoka). W okresie pełnienia urzędu, Rada Miasta uchwaliła, że „językiem urzędowym Zwierzchności Miasta Sanoka i Rady Miejskiej jest język polski”. Burmistrz Łobaczewski wprowadził regulamin policyjny porządku i czystości w mieście ustanawiając policję miejską. Pod jego kierownictwem wytyczono i nazwano 24 ulice i 5 placów miejskich. Z jego inicjatywy powstały również: Czytelnia Miejska, w 1867 Fundusz Pożyczek dla Rzemieślników (został jego prezesem) oraz Towarzystwo Oszczędności. Łobaczewski był również prezesem zarządu oddziału (filii) sanockiego Polskiego Towarzystwa Pedagogicznego w Sanoku do 1868. Jego pracę w samorządzie doceniły władze krajowe we Lwowie powołując go w 1868 na urząd radcy prawnego w Urzędzie Namiestnikowskim. Wówczas ustąpił z posady burmistrza Sanoka. Po złożonej rezygnacji uchwałą Rady Miejskiej z 29 października 1868 został uwolniony z urzędu naczelnika miasta z dniem 1 listopada 1868 (jego następcą został dotychczasowy zastępca, Jan Okołowicz). W uznaniu zasług dla Sanoka uchwałą Rady Miejskiej z 23 grudnia 1868 przyznano mu tytuł honorowego obywatela. Był wybierany do Rady c. k. powiatu sanockiego: 10 października 1867 jako przedstawiciel gmin miejskich, pełnił funkcję zastępcy prezesa wydziału, w 1877 wybrany z grupy większych posiadłości, w wyborze uzupełniającym w sierpniu 1888 wybrany z grupy miast, później ponownie wybrany z grupy gmin miejskich, pełnił funkcję zastępcy członka wydziału (1890). 1 kwietnia 1869 Rada Miejska w Sanoku uchwaliła wydać mu pełnomocnictwo do zastępowania miasta i zatwierdziła go na urzędzie syndyka miasta.
Od stycznia 1869 przeniósł swoją działalność adwokacką do Przemyśla i tam funkcjonował jako adwokat. Był jednym z inicjatorów, a następnie członkiem Zarządu powołanego w 1872 roku Towarzystwa Prawniczego w Przemyślu. W Przemyślu został wybrany członkiem rady miejskiej, a w latach 1870-1872 pełnił urząd burmistrza Przemyśla.
Był członkiem reprezentacji Sanoka, która w 1880 spotkała się z podróżującym po Galicji cesarzem Austrii Franciszkiem Józefem I w Krakowie i we Lwowie. Był doradcą prawnym Kolei Łupkowskiej, przebiegającej przez Przełęcz Łupkowską jako część Pierwszej Węgiersko-Galicyjskiej Kolei Żelazna. W 1886 ponownie przeniósł się do Sanoka. Został tam radnym miejskim. W 1888 otworzył w Sanoku kancelarię adwokacką (praktykantem był w niej Natan Nebenzahl). W Radzie Miejskiej był wybierany asesorem 14 sierpnia 1890, 19 stycznia 1893. Jako adwokat pracował przy C. K. Sądzie Powiatowym od 1886, następnie przy ustanowionym tamże w 1887 C. K. Sądzie Obwodowym w Sanoku. 9 września 1889 został członkiem wydziału założonego wówczas w Sanoku oddziału Towarzystwa Prawniczego. Należał do Przemyskiej Izby Adwokatów. Był członkiem i zastępcą prezydenta rady dyscyplinarnej Izby Adwokatów Przemysko-Samborsko-Sanockiej. Od około 1890 do około 1897 był zastępcą burmistrza Sanoka, Cyryla Jaksa Ładyżyńskiego.
W latach 70. XIX wieku nabył od rodziny Rylskich wsie Zagórz i Wielopole. Słynął z dobroczynności. Był patronem kościoła parafialnego w Zagórzu, wspierał finansowo miejscową szkołę powszechną. Wyjednał u władz krajowych we Lwowie zgodę na otwarcie gimnazjum męskiego w Sanoku, a następnie wyłożył sporą sumę pieniędzy na budowę budynku szkoły. Jako posiadacz dóbr tabularnych był uprawniony do wyboru posła na Sejm Krajowy w kurii wielkich posiadłości okręgu wyborczego sanockiego: w 1884 jako właściciel Zagórza, Klasztornego i Wielopola), w 1893 jako właściciel Zagórza i Klasztornego.
Został członkiem sanockiego gniazda Polskiego Towarzystwa Gimnastycznego „Sokół” oraz członkiem zwyczajnym Macierzy Szkolnej dla Księstwa Cieszyńskiego. Działał w Towarzystwie „Kasyno” w Sanoku. Według relacji z 1870 w Płowcach pod Sanokiem działała tzw. „spółka adwokacka” (dr Seweryn Popiel, dr Erazm Łobaczewski i inni), ukierunkowana na wydobycie nafty. Był członkiem przedsiębiorstwa Gwarectwo Naftowe „Kraków”.
Jego żoną była Władysława Marianna (córka Franciszka Ritterschilda i Franciszki z domu Kostrzyckiej). Ich dziećmi byli: Stanisław (ur. 1866, prawnik), Zygmunt (1869-, pułkownik kawalerii Wojska Polskiego, Wawrzyniec (1875-1940, pułkownik kawalerii Wojska Polskiego, ofiara zbrodni katyńskiej), Maria Celestyna Helena. Dobra w Zagórzu posiadali synowie Stanisław (ok. 1905 – 531,7 ha), następnie Zygmunt i wspólnicy (w 1911 – 525 ha).
Od 1897 Erazm Łobaczewski chorował i wówczas przeniósł się do swojego majątku w Zagórzu. Tam zmarł 9 sierpnia 1899 w wieku 64 lat. Jego pogrzeb odbył się 12 sierpnia 1899 w kościele parafialnym w Zagórzu. Grobowiec rodziny Łobaczewskich znajduje się na Starym Cmentarzu w Zagórzu.